# Bürgerentscheid

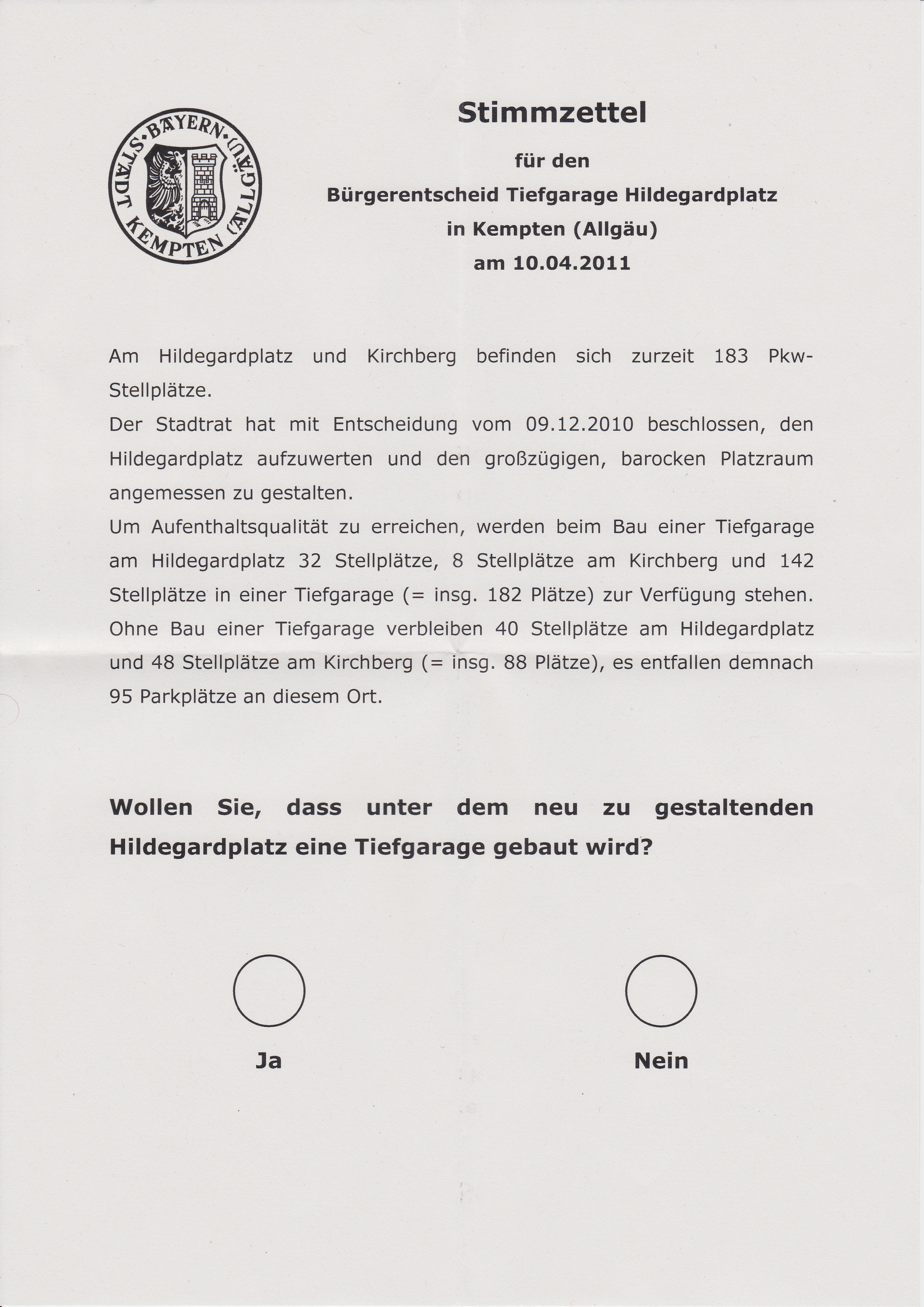
Stimmzettel für einen Bürgerentscheid zum Hildegardplatz in Kempten am 10. April 2011.

Ein Bürgerentscheid ist ein Instrument der direkten Demokratie in Deutschland auf kommunaler Ebene. Mit ihm können die Bürger in einer kommunalen Gebietskörperschaft (Gemeinde, Landkreis, Bezirk) über Fragen des eigenen Wirkungskreises entscheiden. Alle wahlberechtigten Bürger einer Kommune können in einem Bürgerentscheid nach den Grundsätzen der freien, gleichen und geheimen Wahl über eine zur Abstimmung gestellte Sachfrage entscheiden. Der Bürgerentscheid steht dem Beschluss der gewählten Kommunalvertretung gleich. Ihm entspricht auf Landes- oder Bundesebene der Volksentscheid.
In der Bundesrepublik wurden Bürgerbegehren und Bürgerentscheide zunächst 1956 in Baden-Württemberg eingeführt. Im Zuge des deutschen Einigungsprozesses wurde jedoch bis 2005 in allen Ländern – zuletzt in Berlin – dieses Instrument der direkten Demokratie eingeführt.

## Verfahren
In allen kommunalen Gebietskörperschaften in Deutschland besteht die Möglichkeit zu Bürgerentscheiden. Diese können entweder von den Bürgern per Bürgerbegehren – also durch Sammlung einer bestimmten Mindestanzahl von Unterschriften Wahlberechtigter – herbeigeführt werden, oder von den gewählten kommunalen Vertretern per Mehrheitsbeschluss in einem Ratsbegehren (auch: Ratsreferendum).
Formale Voraussetzungen für die Zulässigkeit eines Bürgerentscheids ist, dass die zur Abstimmung gestellte Frage mit «Ja» oder «Nein» zu beantworten ist und sich in der Zuständigkeit der Kommune (in deren Wirkungskreis) bewegt. Bei durch Bürgerbegehren initiierten Bürgerentscheiden kann es sein, dass die gewählte kommunale Vertretung einen Gegenvorschlag zu dem von der Initiative gemachten formuliert. In der Abstimmung haben die Bürger dann die Möglichkeit bei beiden Vorschlägen mit «Ja» oder «Nein» zu stimmen. Oftmals können die Abstimmenden in einer so genannten Stichfrage dann ihre Präferenz festlegen, falls beide Vorschläge eine Mehrheit von Ja-Stimmen erhalten.
In einigen Ländern erhalten die Abstimmungsberechtigten vor dem eigentlichen Entscheid zusammen mit den Abstimmungsunterlagen eine Informationsbroschüre. Darin ist sowohl der zur Abstimmung stehende Beschlusstext enthalten, als auch zu je gleichen Teilen die Argumente sowohl der Befürworter als auch der Gegner der zur Abstimmung stehenden Vorlage.
Die Abstimmung findet in der Regel an einem Sonntag statt, wobei in manchen Ländern auch Abstimmungen an gesetzlichen Feiertagen zulässig sind. Analog zum Verlauf und den Grundsätzen einer Wahl, werden von der Gemeinde Abstimmungslokale eingerichtet, in denen Helfer die Berechtigung der Abstimmenden prüfen, den korrekten Ablauf der Abstimmung sicherstellen und nach Schließung der Abstimmungslokale die Auszählung der Stimmen übernehmen. Findet im gleichen Zeitraum eine Wahl statt, kann der Bürgerentscheid zeitlich und räumlich mit dieser zusammengelegt werden. In einigen Ländern ist es möglich, auch per Briefabstimmung an einem Bürgerentscheid teilzunehmen. Die Kosten für die Abwicklung eines Bürgerentscheids trägt die Kommune.

## Anwendungsbedingungen

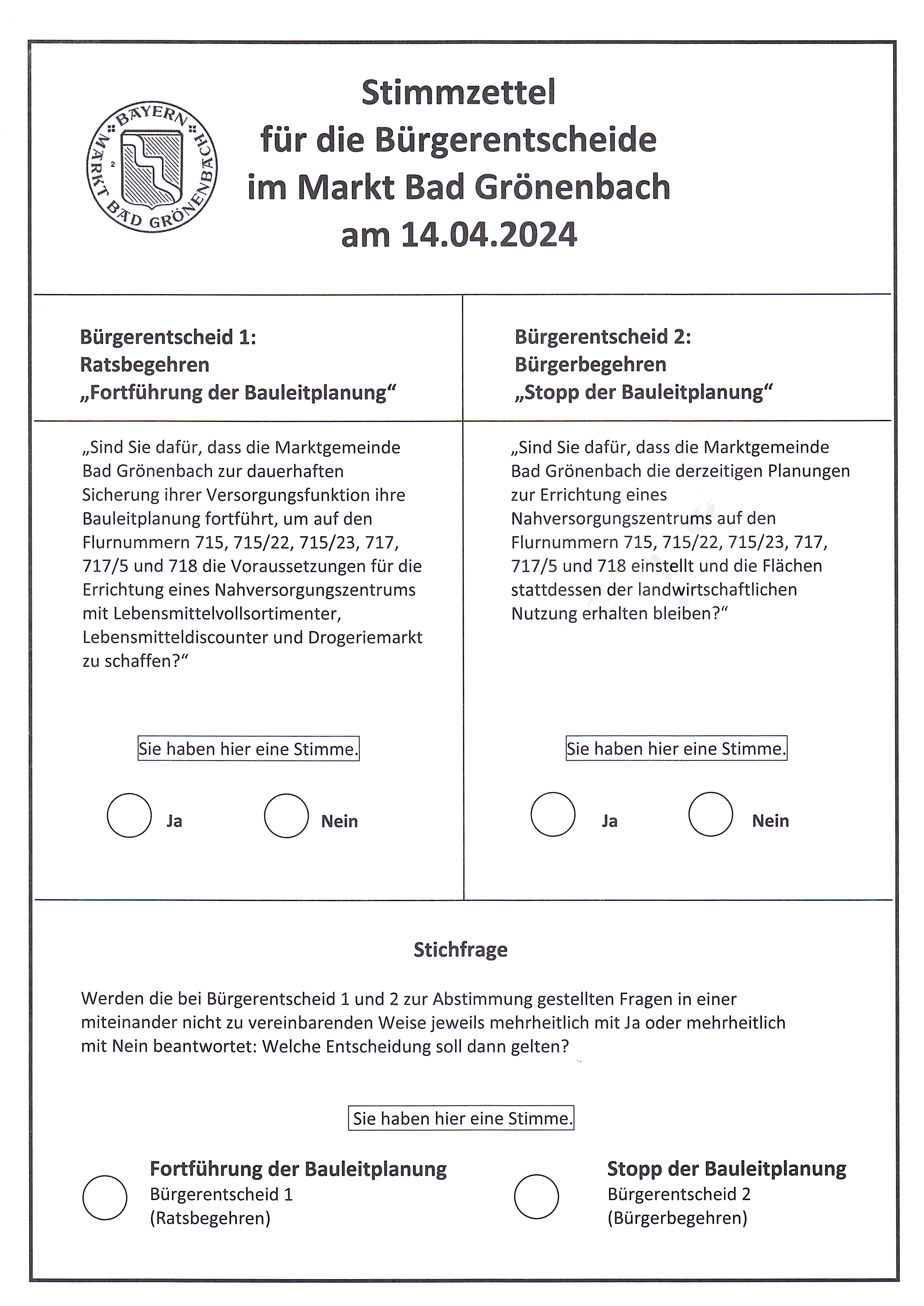
Bürgerentscheid in Bad Grönenbach zur Fortführung der Bauleitplanung zwecks Ansiedelung von Supermärkten

### Erfolgsbedingung
Für Bürgerentscheide gelten mit Ausnahme von Hamburg in allen Ländern Zustimmungsquoren. Für die erfolgreiche Annahme eines Begehrens ist somit nicht nur die einfache Mehrheit der Abstimmenden, sondern zusätzlich die Zustimmung eines bestimmten Anteils aller Wahlberechtigten zur Vorlage erforderlich. Die zuvor teilweise gültigen Beteiligungsquoren wurden aufgrund der damit zusammenhängenden Probleme (vergleiche Artikel Quorum) in den vergangenen Jahren nach und nach umgewandelt, zuletzt im Februar 2011 in Berlin. Da in Hamburg kein Quorum gilt, entscheidet dort allein die einfache Mehrheit der Abstimmenden.

### Verbindlichkeit
Bürgerentscheide sind verbindlich und einem gleichlautenden Beschluss der gewählten kommunalen Vertretung gleichgestellt. Dies unterscheidet sie von der unverbindlichen Bürgerbefragung, die lediglich empfehlenden Charakter hat. Die Verbindlichkeit von Bürgerentscheiden verhindert aber nicht, dass die kommunale Vertretung zu einem späteren Zeitpunkt einen Beschluss fasst, der das Ergebnis des Bürgerentscheids abändert oder aufhebt. Verschiedentlich wird in diesem Zusammenhang die Einführung von Sperrfristen diskutiert, die es der kommunalen Vertretung für einen gewissen Zeitraum verbietet, dem Wesensgehalt eines durch Bürgerentscheid zustande gekommenen Beschlusses eigenmächtig entgegenzuhandeln.
Aufgrund ihrer Beschaffenheit als Einheitsgemeinde ist in den Stadtstaaten Berlin und Hamburg die Verbindlichkeit von Bürgerbegehren potentiell eingeschränkt. Der jeweilige Senat hat dort stets die Möglichkeit, Aufgaben dem Wirkungskreis der Kommune mit dem Verweis auf das Interesse des gesamten Stadtstaates zu entziehen, wodurch die in der Kommune gefassten Beschlüsse durch höherrangige Beschlüsse auf Landesebene gebrochen werden.

### Sperrfrist vor dem Bürgerentscheid
In einigen Ländern gilt zwischen erfolgreichem Begehren und Bürgerentscheid eine Sperrfrist, die es der kommunalen Vertretung verbietet, zum zur Entscheidung stehenden Thema Maßnahmen zu ergreifen. Insbesondere bei per Bürgerbegehren initiierten Bürgerentscheiden soll diese Regelung verhindern, dass die kommunale Vertretung noch vor der Abstimmung Fakten schafft und sich der Entscheid schließlich auf eine mittlerweile geänderte Ausgangssituation bezieht. Ein hypothetisches Beispiel hierfür wäre die von der Kommune veranlasste Fällung von Alleebäumen, über deren Erhalt für den folgenden Monat ein Bürgerentscheid angesetzt ist.

### Sperrfrist nach dem Bürgerentscheid
In den meisten deutschen Ländern unterliegen Fragen, zu denen es bereits einen Bürgerentscheid gab, einer auf mehrere Jahre oder die laufende Wahlperiode bezogenen Behandlungssperre. Vor Ablauf der Frist darf über diese Fragen damit kein weiterer per Bürgerbegehren initiierter Bürgerentscheid abgehalten werden. Dies soll zum einen bei sehr kontroversen und knappen Abstimmungen einen „Begehrenskrieg“, beispielsweise zwischen zwei widerstreitenden Initiativen, unterbinden. Zum anderen soll verhindert werden, dass ein Thema über Begehren so oft zur Abstimmung gestellt wird, bis in den Augen der Initiatoren das richtige Ergebnis herauskommt. Diese Sperrfrist gilt allerdings nicht, falls ein Bürgerentscheid zu einer bereits behandelten Frage durch ein Ratsbegehren eingeleitet wird.
Außer in Bayern und Brandenburg finden sich solche Sperrfristen nach Bürgerentscheiden in allen Ländern.

## Rahmenbedingungen in den Ländern
| Land                   | geregelt in | Quorum      |
| ---------------------- | --- | ----------- |
| Baden-Württemberg      | § 21 der Gemeindeordnung auf Landkreisebene nicht zulässig                                                               | 20 %        |
| Bayern                 | Art. 18a der Gemeindeordnung, Art. 12a der Landkreisordnung                                                              | 10–20 %     |
| Berlin (Bezirke)       | § 46 des Bezirksverwaltungsgesetz es existieren keine Landkreise                                                         | 10 %        |
| Brandenburg            | § 15 der Kommunalverfassung                                                                                              | 25 %        |
| Bremen                 | Art. 69–71 der Landesverfassung §§ 8–26 des Volksentscheidsgesetzes es existieren keine Landkreise                       | 20 %        |
| Bremerhaven            | § 15b der Verfassung der Stadt Bremerhaven §§ 1–4, 6 und 8 des Bürgerbeteiligungsgesetzes es existieren keine Landkreise | 20 %        |
| Hamburg (Bezirke)      | § 32 des Bezirksverwaltungsgesetzes es existieren keine Landkreise                                                       | kein Quorum |
| Hessen                 | § 8b der Gemeindeordnung auf Landkreisebene nicht zulässig                                                               | 15–25 %     |
| Mecklenburg-Vorpommern | § 20 (Kommune) und § 102 (Landkreise) der Kommunalverfassung                                                             | 25 %        |
| Niedersachsen          | § 33 des NKomVG | 20 %        |
| Nordrhein-Westfalen    | § 26 der Gemeindeordnung § 23 der Kreisordnung                                                                           | 10–20 %     |
| Rheinland-Pfalz        | § 17a der Gemeindeordnung § 11e der Landkreisordnung                                                                     | 15 %        |
| Saarland               | § 21a (Kommune) und § 153a (Landkreis) des Kommunalselbstverwaltungsgesetzes                                             | 30 %        |
| Sachsen                | § 24 SächsGemO, § 22 SächsLKrO                                                                                           | 25 % *      |
| Sachsen-Anhalt         | § 27 des Kommunalverfassungsgesetzes                                                                                     | 20 %        |
| Schleswig-Holstein     | § 16g der Gemeindeordnung § 16f der Kreisordnung                                                                         | 10–20 %     |
| Thüringen              | § 17 (Kommune) und § 96a (Landkreis) der Kommunalverfassung                                                              | 10–20 %     |

## Bewertung
Bürgerbegehren und Bürgerentscheide können dabei helfen, wichtigen und möglicherweise auch kontroversen kommunalen Themen einen Raum für den öffentlichen Diskurs und die Auseinandersetzung mit den jeweiligen Pro- und Contra-Argumenten zu bieten. Der Bürgerentscheid spielt in diesem Zusammenhang die wichtige Rolle des Prozessabschlusses. Er beendet den öffentlichen Diskurs durch einen demokratischen Abstimmungsakt und legt die tatsächlichen Präferenzen der Abstimmenden offen. Sofern das Ergebnis von allen Beteiligten anerkannt wird, leistet der Bürgerentscheid damit einen wichtigen Beitrag zur Offenlegung und demokratischen Klärung von Interessensgegensätzen in der Kommune.
Insgesamt tragen Bürgerentscheide zu einem höheren Kenntnis- und Informationsstand über spezifische kommunale Fragen in der Bevölkerung bei. Da sie einen weit größeren Personenkreis einbeziehen als Beschlüsse einer gewählten kommunalen Körperschaft, erhöhen sie oftmals die Legitimität und Akzeptanz der getroffenen Entscheidung in der Bevölkerung. Zugleich verstärken sie die Identifikation des Einzelnen mit seinem unmittelbaren politischen Umfeld und festigen damit den demokratischen Anspruch eines von den Bürgern getragenen Gemeinwesens.
In der Vergangenheit häufig geäußerte Befürchtungen bezüglich einer populistischen Instrumentalisierung von Bürgerentscheiden oder der Zweckentfremdung als Vehikel von gut organisierten Sonderinteressen haben sich hingegen als in der Praxis weitgehend unbegründet erwiesen.